# Faye (månekrater)
 For alternative betydninger, se Faye. (Se også artikler, som begynder med Faye)
Faye er et stærkt eroderet nedslagskrater på Månen. Det befinder sig i det forrevne sydlige højland på Månens forside og er opkaldt efter den franske astronom Hervé Faye (1814 – 1902).
Navnet blev officielt tildelt af den Internationale Astronomiske Union (IAU) i 1935.

## Omgivelser
Fayekrateret ligger forbundet med den nordøstlige rand af Delaunaykrateret, mens Donatikrateret kun ligger få kilometer mod nordøst. Det er en del af en kæde af kratere af stigende størrelse mod sydvest som fortsætter med La Caillekrateret og slutter med Purbachbassinet.

## Karakteristika
Fayekraterets rand er stærkt beskadiget, særligt langt den vestlige halvdel, og materiale fra den dækker meget af kraterbundens sydvestlige del. Randen findes næsten ikke mod nordvest, hvor en åbning forbinder kraterets indre med det omgivende terræn. Den tilbageværende indre bund er forholdsvis fri for særlige træk, men en central top hæver sig i dens midte. Et småkrater og resterne af et lille kraters rand findes i bundens nordøstlige del.

## Satellitkratere
De kratere, som kaldes satellitter, er små kratere beliggende i eller nær hovedkrateret. Deres dannelse er sædvanligvis sket uafhængigt af dette, men de får samme navn som hovedkrateret med tilføjelse af et stort bogstav. På kort over Månen er det en konvention at identificere dem ved at placere dette bogstav på den side af satellitkraterets midte, som ligger nærmest hovedkrateret. Fayekrateret har følgende satellitkratere:
| Faye | Længde  | Bredde | Diameter |
| ---- | ------- | ------ | -------- |
| A    | 21,2° S | 3,1° Ø | 4 km     |
| B    | 22,6° S | 4,5° Ø | 4 km     |

## Måneatlas
- Billeder af Fayekrateret i LPI-måneatlasset